# 橫琴客運碼頭

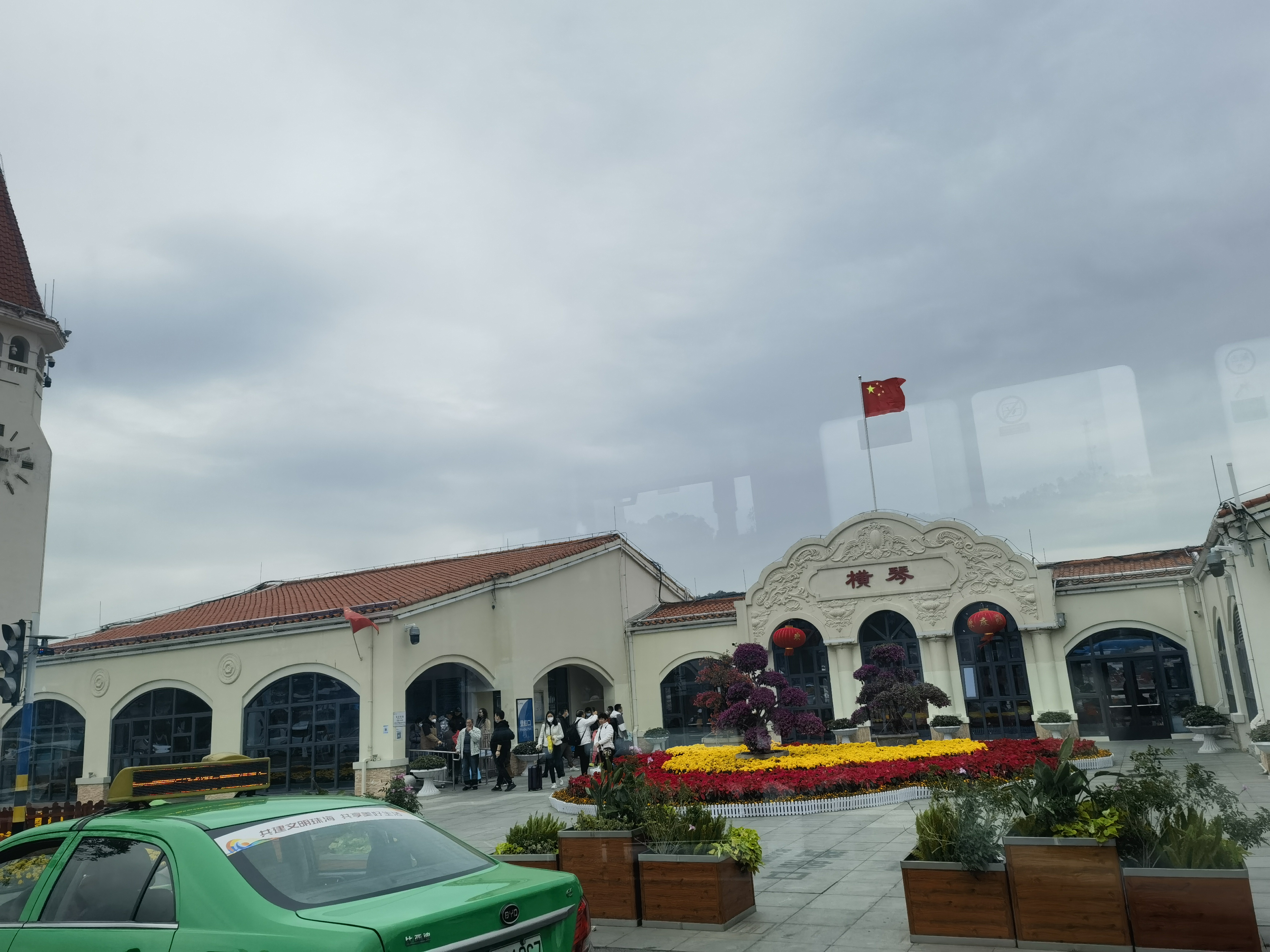
横琴码头

橫琴客運碼頭位於中華人民共和國廣東省橫琴粵澳深度合作區環島東路的一個海上客運港口；亦是橫琴島內唯一的海上客運港口。碼頭目前由格力集團旗下珠海格信發展有限公司與大橫琴集團共同控股碼頭運營方珠海市橫琴島順達運輸有限公司共同管理。

## 歷史沿革
橫琴碼頭早期提供木船橫水渡，為琴澳兩地居民服務，主要往返對岸的路環碼頭，於1860年代起提供服務。“橫水渡”主要服務橫琴鎮內村民，以木船方式搭載往返，直至1980年，珠海市正式建立經濟特區，居民前往澳門時需到橫琴派出所辦理“橫琴管理區村民證”往返路環碼頭，穿梭時間為07:30-16:30之間，村民主要將新鮮食品如橫琴蠔、魚蝦、蔬菜和水果等生鮮食品通過“橫水渡”前往澳門進行販賣。
而在1990年代未為配合橫琴進行沿岸填海工程，碼頭遷至環島東路東側位置。到二十一世紀之際橫琴開發建設推進之時，“橫水渡”服務琴澳兩地居民出行的民生職能，在早期曾開通環島遊及往返東澳島的海上客運航線，但由於長期未成為碼頭的固定線路而處於時而開通、時而停運的狀態；2013年，碼頭進行美化和升級改造，拆除鐵皮棚為主的建築；直到2018年，碼頭正式永久固定營運往返東澳島航線，同時於2019年初進行整體翻新工程。
2019年4月28日，橫琴客運碼頭完成改造工程並以新面貌提供服務，售票處和侯船室等配套設施亦作升級，同時宣佈於同年5月初開通“環珠澳”橫琴環島遊航線。
2020年1月24日，為配合COVID-19疫情防控工作，珠海所有旅遊景區暫停對外開放，包括國家4A級旅遊景區之一的東澳島。該碼頭於同年1月25日暫停往返東澳島及環珠澳海上遊航線，具體復航時間待通知。
2020年4月11日，鑒於COVID-19疫情緩和，該碼頭恢復至東澳島的海上客運航線，同時提供票價優惠外，亦提供給全國支援湖北的醫護工作者憑有效證明可享往返船票免費。
2020年5月1日，橫琴往返深圳市蛇口的海上客運航線開通，航程大約1小時20分鐘，初期提供8個航班往返。
2021年9月27日，九洲控股集團新型豪華高速客船“新海澳”號在橫琴碼頭舉行首航儀式，主要營運橫琴客運碼頭至東澳島及桂山島的本地海上客運航線。
2022年11月4日，為配合橫琴粵澳深度合作區“二線”通道海關監管作業場所改造需要，橫琴遊客服務中心改為售票處和侯船室。
2023年2月24日，橫琴粵澳深度合作區公布《橫琴粵澳深度合作區促進水路客運發展若干規定》，希望進一步改善深合區對外水路客運條件，加強水上公共交通網絡建設，規定由2023年2月22日起實施至2024年12月31日，優惠差額由合作區財政承擔補貼。各客運碼頭須落實乘客實名制相關要求，建立具備識別中國國內、澳門居民身份證及其他法定證件的網路售票系統，碼頭售票平台後端須調整設置優惠幅度。
2023年3月28日，橫琴往返桂山島航線正式復航。
2023年4月26日，横琴码头-深圳机场码头新航线開通。从深圳机场码头出发只需要80分鐘可到達橫琴，票價為160元人民幣，初期每天提供2個往返航班。航線由新時速2號客輪營運，全程37海里，航程大約1小時20分鐘。從深圳機場碼頭換乘接駁巴士前往寶安國際機場航站樓需約10分鐘，而前往前海深港現代服務業合作區只需35分鐘。深圳機場往橫琴班次為09:00及14:30，橫琴往深圳機場班次為10:50及14:30，而在五一節假日期間增至每天往返各三個航班。
2024年3月1日，配合橫琴粵澳深度合作區封關運行，於碼頭內增设“二线”通道海关作业场所正式運作，通行時間以船舶實際班次安排為準。乘客經碼頭內海關旅檢大廳通行，按碼頭乘船規定乘船出島。
2024年上半年，橫琴客運碼頭開展改擴建工程，工程耗資約3,300萬人民幣，擬拆除現有3個躉船泊位，新建4個500噸級客運泊位及配套設施，新泊位設計客流能力為每年112萬人次。碼頭岸線總長度拓展至200米，新建引橋三座，泊位設計通過能力為每年112萬人次，施工內容主要包括水工建築、土建工程、通信工程、配套附屬工程及工藝設備，預計工程耗資約3,343萬元。

## 使用情況
2023年1月19日，因應國家衛健委發布「乙類乙管」新政策實施後的首個長假，碼頭取消任何防疫措施包括核酸證明、健康碼和落地核酸檢測；進出港總人數增幅比2022年同期增長為1至3倍。於2022年12月31日恢復往返萬山群島和外伶仃島的常規航線，並由2023年1月22日起增加往返深圳市蛇口郵輪中心的航班至每天九班，而往返東澳島增至每天五班。
2023年“五‧一黃金周”期間，首日客流則有近7,500人次。為應對碼頭客流高峰情況，其中往返東澳島及深圳市蛇口郵輪中心等航線增加班次，並提供橫琴碼頭至長隆海洋王國的免費接駁巴士。

## 航線
珠海本地客運航線由珠海高速客輪旗下的“九洲藍色幹線”品牌營運，深圳航線由招商迅隆船務營運。同時設有海上遊航線。

### 本地航線
- 橫琴 ↔ 東澳島
- 澳門環島遊
- 橫琴 ↔ 桂山島
- 橫琴 ↔ 萬山島
- 橫琴 ↔ 外伶仃島

### 跨市航線
- 橫琴 ↔ 深圳市蛇口
- 橫琴 ↔ 深圳機場碼頭

## 相关图集

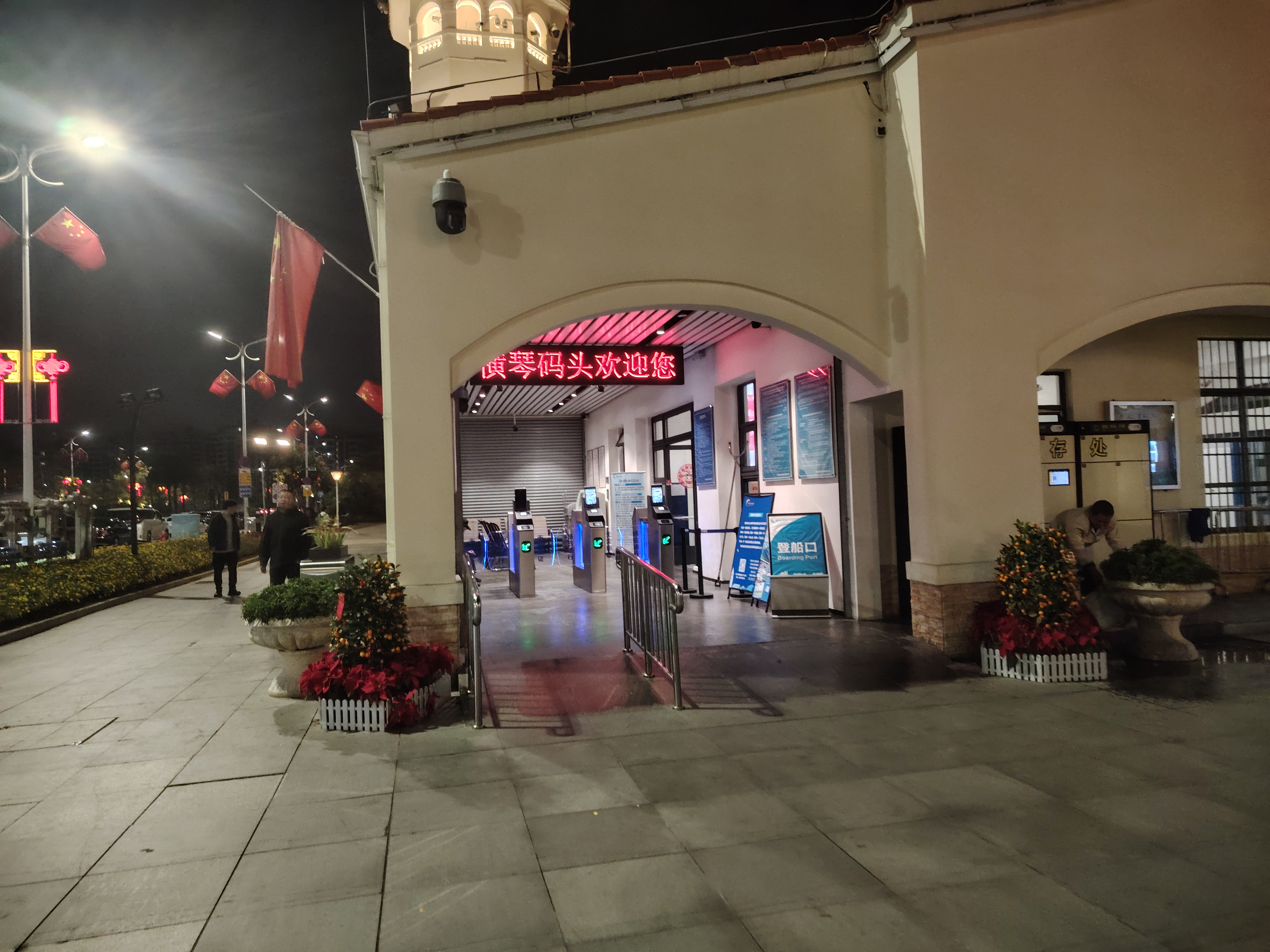
横琴码头入口
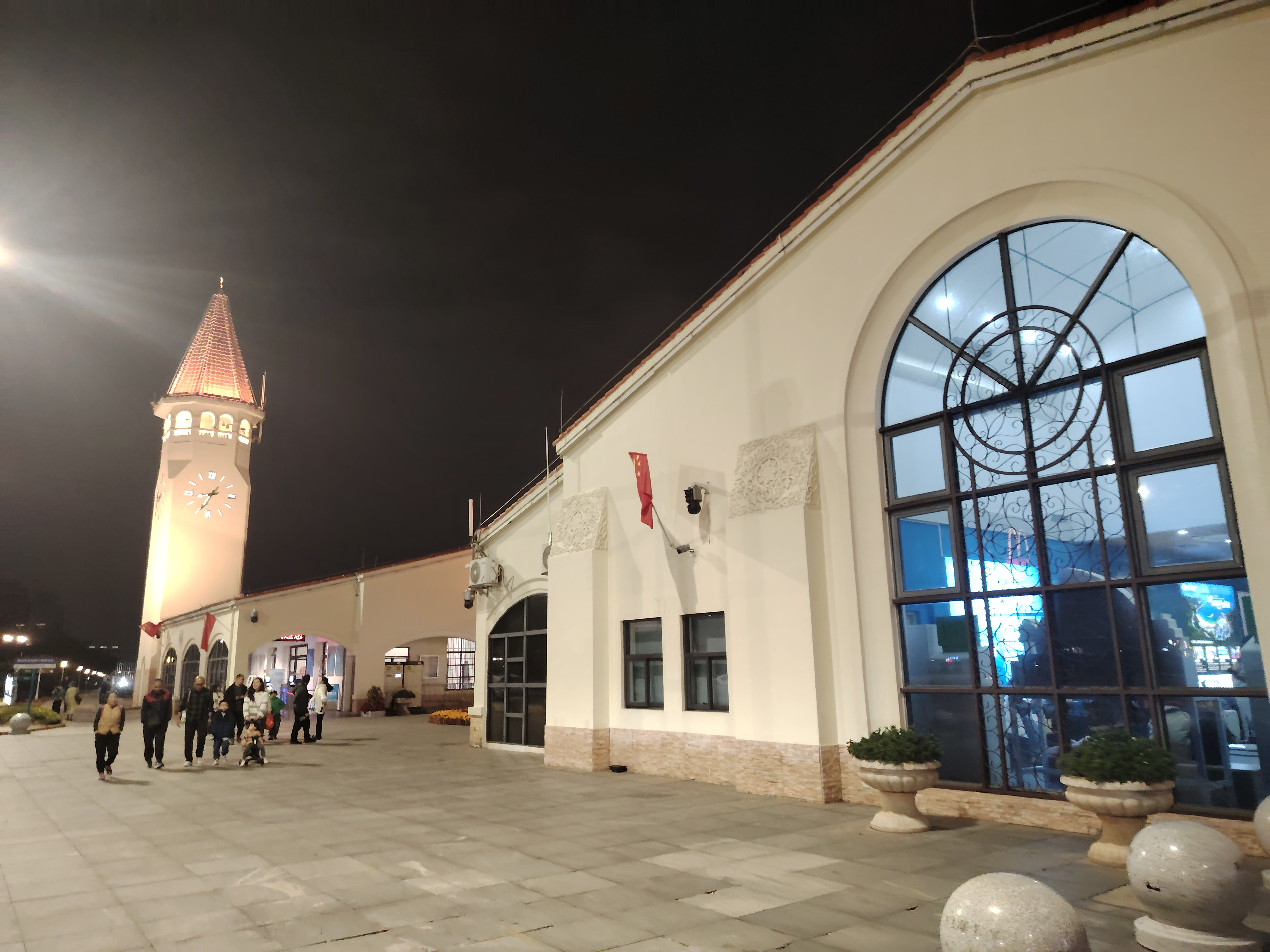
横琴码头夜景
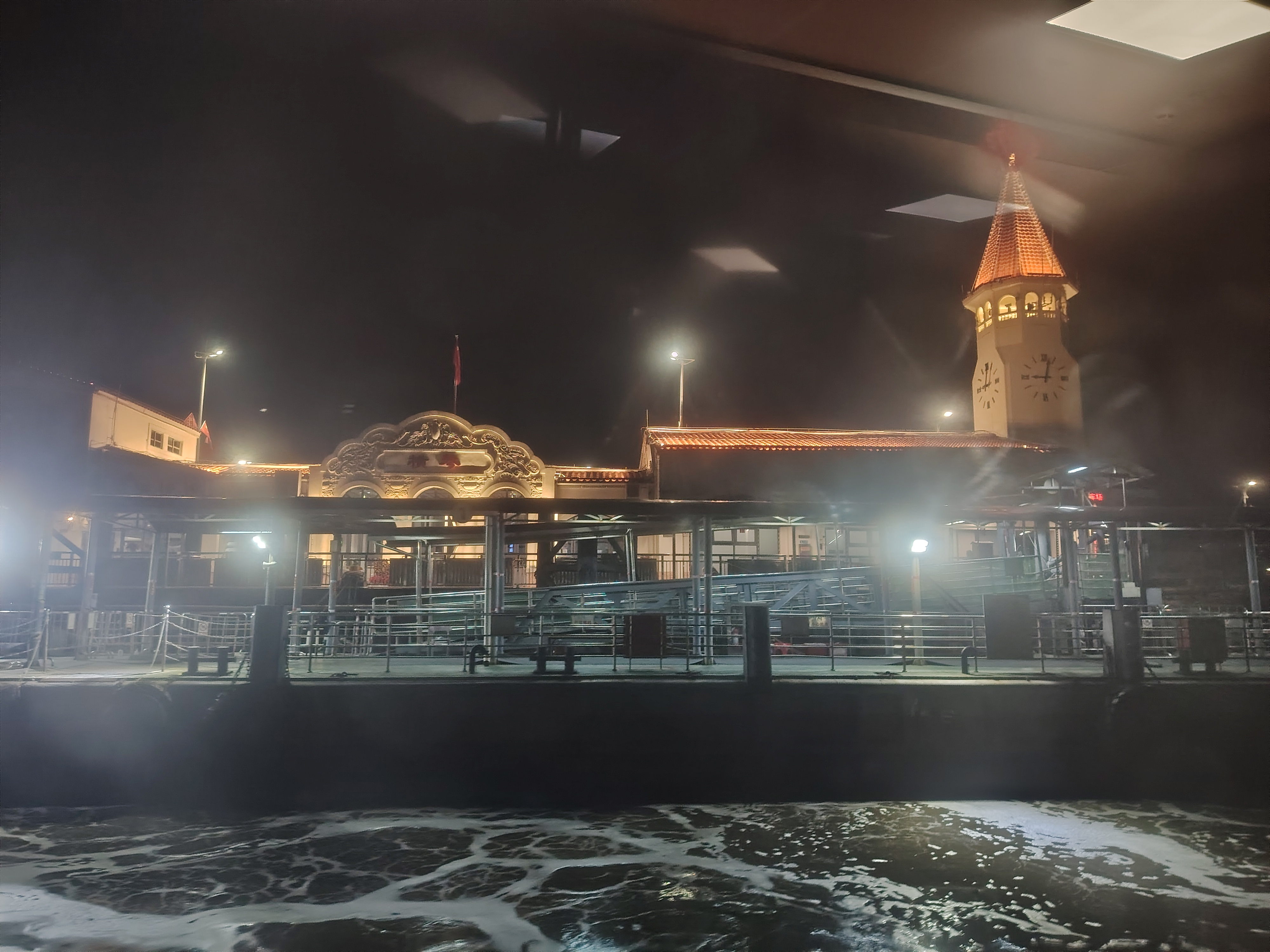
横琴码头海侧

## 接駁交通
| \| 编号 \| 编号 \| 线路 \| 线路 \| 线路 \| 收费 \| 运营商 \| 备注 \| \| ------------ \| ----- \| -------------------- \| ---------------- \| -------------------- \| ---- \| ----------------- \| ----------------------------------------------------- \| \| \| 14 \| 海虹总站 \| 全程 ⇆ \| 长隆 \| 1元 \| 珠海前山 \| \| \| 短线 ← \| 14 \| 海虹总站 \| 北山（华发商都） \| \| 1元 \| 珠海前山 \| \| \| \| 62 \| 横琴客运码头 \| ⇆ \| 圓明新園 \| 1元 \| 珠海横琴 \| \| \| \| 86 \| 南屏科技园 \| ⇆ \| 长隆 \| 1元 \| 珠海横琴 \| \| \| \| 88 \| 长隆 \| 全程 ⇆ \| 湖心路口总站 \| 1元 \| 珠海横琴 珠海金湾 \| \| \| 短线 ← \| 88 \| 长隆 \| 广昌 \| \| 1元 \| 珠海横琴 珠海金湾 \| \| \| \| G80 \| 吉大总站 \| ⇆ \| 长隆 \| 1元 \| 珠海横琴 \| 仅于工作日开行 \| \| \| K10 \| 吉大总站 \| 全程 ⇆ \| 长隆 \| 1元 \| 珠海横琴 \| \| \| 湾仔旅游码头 \| K10 \| 短线 ⇆ \| 拱北口岸 \| \| 1元 \| 珠海横琴 \| \| \| \| K11 \| 香洲 \| ⇆ \| 长隆 \| 1元 \| 珠海前山 \| \| \| \| 琴T85 \| （中山）锦绣国际花城 \| ⇆ \| （珠海）横琴客运码头 \| 5元 \| 珠海观光 中南公汽 \| 需预约乘搭 \| \| \| 琴T86 \| 宁海世纪城 \| ⇆ \| 横琴客运码头 \| 5元 \| 珠海观光 \| 需预约乘搭 \| \| \| 琴T88 \| 湖心路口总站 \| ⇆ \| 横琴客运码头 \| 5元 \| 珠海观光 \| 原 T88 \| \| \| Z52 \| 横琴客运码头 \| ⇆ \| 琴海西路总站 \| 1元 \| 珠海横琴 \| 工作日由琴海西路总站发出的部分班次绕经横琴小学 原 152 \| \| \| Z53 \| 琴海西路总站 \| ⇆ \| 横琴客运码头 \| 1元 \| 珠海横琴 \| 原 63 \| \| \| Z55 \| 横琴口岸西 \| ⇆ \| 长隆深井基地 \| 1元 \| 珠海横琴 \| \| \| \| Z56 \| 向阳村 \| ⇆ \| 横琴客运码头 \| 1元 \| 珠海横琴 \| \| |       |                      |                  |                      |      |                   |                                                       |
| 编号 | 编号  | 线路                 | 线路             | 线路                 | 收费 | 运营商            | 备注                                                  |
| | 14    | 海虹总站             | 全程 ⇆           | 长隆                 | 1元  | 珠海前山          |                                                       |
| 短线 ← | 14    | 海虹总站             | 北山（华发商都） |                      | 1元  | 珠海前山          |                                                       |
| | 62    | 横琴客运码头         | ⇆                | 圓明新園             | 1元  | 珠海横琴          |                                                       |
| | 86    | 南屏科技园           | ⇆                | 长隆                 | 1元  | 珠海横琴          |                                                       |
| | 88    | 长隆                 | 全程 ⇆           | 湖心路口总站         | 1元  | 珠海横琴 珠海金湾 |                                                       |
| 短线 ← | 88    | 长隆                 | 广昌             |                      | 1元  | 珠海横琴 珠海金湾 |                                                       |
| | G80   | 吉大总站             | ⇆                | 长隆                 | 1元  | 珠海横琴          | 仅于工作日开行                                        |
| | K10   | 吉大总站             | 全程 ⇆           | 长隆                 | 1元  | 珠海横琴          |                                                       |
| 湾仔旅游码头 | K10   | 短线 ⇆               | 拱北口岸         |                      | 1元  | 珠海横琴          |                                                       |
| | K11   | 香洲                 | ⇆                | 长隆                 | 1元  | 珠海前山          |                                                       |
| | 琴T85 | （中山）锦绣国际花城 | ⇆                | （珠海）横琴客运码头 | 5元  | 珠海观光 中南公汽 | 需预约乘搭                                            |
| | 琴T86 | 宁海世纪城           | ⇆                | 横琴客运码头         | 5元  | 珠海观光          | 需预约乘搭                                            |
| | 琴T88 | 湖心路口总站         | ⇆                | 横琴客运码头         | 5元  | 珠海观光          | 原 T88                                                |
| | Z52   | 横琴客运码头         | ⇆                | 琴海西路总站         | 1元  | 珠海横琴          | 工作日由琴海西路总站发出的部分班次绕经横琴小学 原 152 |
| | Z53   | 琴海西路总站         | ⇆                | 横琴客运码头         | 1元  | 珠海横琴          | 原 63                                                 |
| | Z55   | 横琴口岸西           | ⇆                | 长隆深井基地         | 1元  | 珠海横琴          |                                                       |
| | Z56   | 向阳村               | ⇆                | 横琴客运码头         | 1元  | 珠海横琴          |                                                       |